# قشلاخ قاضي (سقز)
قرية قشلاخ قاضي (بالكردية: قشڵاخ قازی) هي إحدى القرى التابعة لـذو الفقار في ريف قسم سرشيو من مقاطعة سقز، في محافظة كردستان الإيرانية.

## السكان
حسب إحصاءات سنة 2006، بلغ إجمالي السكان في قشلاخ قاضي 76 نسمة وعدد المساكن 12 مسكن. لغة سكان قشلاخ قاضي هي اللغة الكردية و هم من أهل السنة والجماعة والمذهب الشافعي.